# 機微
| ウィキペディアには「機微」という見出しの百科事典記事はありません（タイトルに「機微」を含むページの一覧/「機微」で始まるページの一覧）。 代わりにウィクショナリーのページ「機微」が役に立つかもしれません。 |